# Scaphiella
Scaphiella is een geslacht van spinnen uit de  familie van de Oonopidae (dwergcelspinnen).

## Soorten
- Scaphiella agocena Chickering, 1968
- Scaphiella barroana Gertsch, 1941
- Scaphiella bordoni Dumitrescu & Georgescu, 1987
- Scaphiella bryantae Dumitrescu & Georgescu, 1983
- Scaphiella curlena Chickering, 1968
- Scaphiella cymbalaria Simon, 1891
- Scaphiella kalunda Chickering, 1968
- Scaphiella maculata Birabén, 1955
- Scaphiella scutiventris Simon, 1893
- Scaphiella septella Chickering, 1968
- Scaphiella simla Chickering, 1968
- Scaphiella ula Suman, 1965
- Scaphiella weberi Chickering, 1968
- Scaphiella williamsi Gertsch, 1941